# Poroina Mare
Poroina Mare es una comuna ubicada en el distrito de Mehedinți, Rumania.

## Superficie
Cuenta con una superficie de 54,74 kilómetros cuadrados.

## Demografía
Hasta 2021 la población era de 866 habitantes, con una densidad de población de 15,82 habitantes por kilómetro cuadrado.
| Gráfica de evolución demográfica de Poroina Mare entre 1992 y 2021                   |
|                                                                                      |
| Datos según City Population y Population statistics of Eastern Europe & former USSR. |